# Kelli Williams
Kellie Renee Williams (Los Ángeles, California; 8 de junio de 1970) es una actriz estadounidense conocida por su papel como Lindsay Dole en la serie de televisión The Practice y como Gillian Foster en la serie Lie to Me.

## Inicios
Es hija del cirujano plástico John Williams y de la actriz Shannon Wilcox. Sus padres se divorciaron cuando tenía 13 años. Tiene un hermano y dos hermanastros.
Obtuvo su primer carné del Screen Actors Guild antes de su primer cumpleaños cuando apareció en un anuncio de pañales. Igualmente de niña apareció en otros comerciales. Recibió su educación primaria en el Lycée Français y se graduó en el Beverly Hills High School en 1988.
En el instituto participó activamente en el departamento de actuación. Tras participar junto a Steve Burton en una producción escolar de Romeo y Julieta, fue fichada por un agente.

## Carrera
Su primera aparición cinematográfica fue en There Goes My Baby (1994). Ese mismo año, interpretó a Jennifer Stolpa en la película para la televisión Snowbound: The Jim and Jennifer Stolpa Story. Apareció en 1996 en el decimonoveno episodio de la cuarta y última temporada de la serie de televisión Picket Fences como una mujer amish que ha sido violada. También participó en el exitoso drama juvenil de la Fox Party of Five, en su primera temporada de 1994, como Annie Alcott.
Su papel más destacado es como Lindsay Dole en la serie de David E. Kelley The Practice (El abogado). También ha tenido apariciones de invitada en Scrubs, The Lyon's Den y Hack.
En el 2004 protagonizó junto a Patrick Muldoon y Charles Durning Un novio por Navidad ( A boyfriend for Christmas ), dirigida por Kevin Connor, una comedia romántica navideña para la televisión de gran éxito. Apareció como la doctora Natalie Durant en la serie de la cadena NBC Medical Investigation, que comenzó en Estados Unidos en 2004 y fue cancelada en su episodio 20. En 2008 interpretó a una bióloga que naufraga en la serie  Men in Trees. En 2009 comenzó en la serie de televisión Lie to Me, donde interpreta a la psicóloga Gillian Foster.
En abril de 2011, apareció en la serie de televisión Criminal Minds, donde interpretó a Shelley Chamberlain. En octubre de 2011 interpretó a Elizabeth Flint en la serie de la CBS The Mentalist.

## Vida personal
En 1996 se casó con Ajay Sahgal, con quien tiene tres hijos: Kiran Ram (mayo de 1998), Sarame Jane (3 de febrero de 2001) y Ravi Lyndon (11 de julio de 2003). La actriz habla español y francés, y es hermana de Sean Doyle.

## Filmografía

### Cine
- Christmas Solo (2017)
- Any Day Now (2012)
- The Space Between (2010)
- It's a Shame About Ray (2000)
- Kismet (1999)
- E=mc2 (1996)
- There Goes My Baby (1994)
- Mr. Jones (1993)
- Zapped Again! (1990)

### Televisión
Serie Found de la plataforma max. Año 2024.
- Army Wives (2012)
- The Mentalist (2011)
- Criminal Minds (2011)
- Lie to Me (2009-2011)
- The One That Go Away (2008)
- Men in Trees (2007-2008)
- Law & Order. Criminal Intent (2007)
- Murder on Pleasant Drive (2006)
- Women in Law (2006)
- Third Watch (2005)
- Medical Investigation (2004-2005)
- A Boyfriend for Christmas (2004)
- Hack (2003)
- The Lyon's Den (2003)
- Scrubs (2002)
- Flowers for Algernon (2000)
- Sweetwater (1999)
- Ally McBeal (1999)
- The Practice (1997-2003)
- Mary & Tim (1996)
- Picket Fences (1996)
- Voice from the Grave (1996)
- New York News (1995)
- Earth 2 (1995)
- Party of Five (1994)
- Snowbound: The Jim and Jennifer Stolpa Story (1994)
- Lifepod (1993)
- For Their Own Good (1993)
- Her Final Fury: Betty Broderick, the Last Chapter (1992)
- Sisters (1992)
- Law & Order (1992)
- A Woman Scorned: The Betty Broderick Story (1992)
- The Young Riders (1991)
- Switched at Birth (1991)
- CBS Schoolbreak Special (1991)
- My Life as a Babysitter (1990)
- Elvis (1990)
- Quantum Leap (1989)
- Island Son (1989)
- CBS Summer Playhouse (1989)
- Out on the Edge (1989)
- Day by Day (1989)
- The Case of the Hillside Stranglers (1989)
- Beauty and the Beast (1989)